# Episodi di Brickleberry (prima stagione)
La prima stagione di Brickleberry è andata in onda originariamente negli Stati Uniti dal 25 settembre al 4 dicembre 2012 su Comedy Central.
In Italia è stata trasmessa per la prima volta dal 16 dicembre al 26 dicembre 2013 su Fox Animation.

## Episodi
| N° | Codice di produzione | Titolo originale        | Titolo italiano                 | Prima TV USA      | Prima TV Italia  |
| -- | -------------------- | ----------------------- | ------------------------------- | ----------------- | ---------------- |
| 1  | 1RAG01               | Welcome to Brickleberry | Benvenuti a Brickleberry        | 25 settembre 2012 | 16 dicembre 2013 |
| 2  | 1RAG04               | 2 Weeks Notice          | Un posto in paradiso            | 2 ottobre 2012    | 17 dicembre 2013 |
| 3  | 1RAG09               | Saved by the Balls      | Palla per palla                 | 9 ottobre 2012    | 18 dicembre 2013 |
| 4  | 1RAG02               | Squabbits               | La carica degli sconigli        | 16 ottobre 2012   | 19 dicembre 2013 |
| 5  | 1RAG06               | Race Off!               | Fratelli per la pelle           | 23 ottobre 2012   | 20 dicembre 2013 |
| 6  | 1RAG07               | Gay Bomb                | Bomba gay                       | 30 ottobre 2012   | 21 dicembre 2013 |
| 7  | 1RAG05               | Hello Dottie            | Dall'India con amore            | 13 novembre 2012  | 23 dicembre 2013 |
| 8  | 1RAG08               | Steve's Bald            | Il segreto di Steve             | 20 novembre 2012  | 24 dicembre 2013 |
| 9  | 1RAG03               | Daddy Issues            | Padre e Figlio                  | 27 novembre 2012  | 25 dicembre 2013 |
| 10 | 1RAG10               | The Dam Show            | La festa di compleanno di Woody | 4 dicembre 2012   | 26 dicembre 2013 |

## Benvenuti a Brickleberry
- Sceneggiatura: Roger Black e Waco O'Guin
- Regia: Carl Faruolo
- Messa in onda originale: 25 settembre 2012
- Messa in onda italiana: 16 dicembre 2013

Woody decide di assumere nuovo personale per migliorare lo staff del Brickleberry National Park. Arriva dunque una nuova ranger, Ethel. Però la sua presenza mette in forse la possibilità di Steve di diventare ranger del mese, il quale è molto competitivo per aggiudicarsi ogni mese la medaglia. Quindi tenta in tutti i modi di far licenziare Ethel, ma sembra che non abbia nessun difetto. Tranne uno: l'alcool. Infatti era stata licenziata dal parco di Yellowstone perché si era presentata ubriaca sul posto di lavoro. Steve tenta in ogni modo di offrire alla collega da bere, ma questa rifiuta sempre. Così di nascosto versa dell'alcool nel suo caffè e, dopo un brindisi, si mettono alla guida dell'elicottero completamente ubriachi provocando grandi danni non solo al veicolo, ma anche alla città. Ma anche questo mese Steve la passa liscia e riesce ad aggiudicarsi la medaglia di ranger del mese facendo ricadere la colpa sulla collega. Solo alla fine confesserà involontariamente che tutto ciò che è successo in precedenza è stata tutta colpa sua. 
Ethel consiglia a Woody una nuova dieta per Malloy, che consiste nel mangiare sano cibo vegetale al posto del cibo spazzatura. Così Woody vieta all'orsetto caramelle, cioccolato o altri snack. Ma Malloy non resiste e vaga per il parco alla ricerca di qualsiasi tipo di cibo spazzatura. Trova solo un maniaco sessuale arrestato per abusi su minore e su animali di piccola taglia che gli offre irresistibili snack in grandi quantità. Fortunatamente Steve ed Ethel correranno in aiuto di Malloy, salvandolo dal pericoloso maniaco. 

## Un posto in paradiso
- Sceneggiatura: Rocky Russo e Jeremy Sosenko
- Regia: Brian LoSchiavo
- Messa in onda originale: 2 ottobre 2012
- Messa in onda italiana: 17 dicembre 2013

Ethel cerca in tutti i modi di convincere Steve del fatto che è molto egoista ed egocentrico. Quest'ultimo, dopo aver avuto una terribile esperienza con una prostituta in un appuntamento al buio scopre di avere una malattia e solo due settimane da vivere. In confessionale dal prete, capisce che se non farà azioni buone, il suo posto sarà all'inferno. Decide quindi di fare di tutto per cercare di ottenere un posto in paradiso. Per questo aiuta Ethel in tutti i lavori del parco. Ethel riceve la telefonata del medico di Steve, il quale lo informa che non è mai stato malato. La ragazza non riferisce a Steve quanto detto dal medico in modo che continui ad aiutarla nei lavori del parco. Ma a forza di opere buone per guadagnarsi il posto in paradiso, Steve diventa il servo di Connie, Malloy lo convince del fatto che non esiste nessun Dio e, quando Steve ci crede, perde la testa. Per portarlo sulla giusta strada, Ethel e Connie travestono Denzel da Dio, il quale va a parlare da Steve e lo "cura" dalla malattia.
Malloy è ricattato da due procioni, i quali lo costringono a fargli rubare del cibo da dentro il rifugio. Malloy tenta di sparargli, ma è fermato da Woody: solo i ranger possono usare il fucile. Siccome Woody deve trovare il sostituto di Steve, che tra due settimane morirà, Malloy si propone volontario. Ovviamente Woody non accetta, ma consente all'orsetto di aiutarlo ad assumere un nuovo ranger. Woody trova persone incompetenti, così alla fine assume Malloy, il quale prende subito il fucile e uccide i procioni. Dopodiché si dimette e Steve viene riassunto dopo aver ricevuto la "guarigione" da Denzel travestito da Dio.

## Palla per palla
- Sceneggiatura: Rocky Russo e Jeremy Sosenko
- Regia: Brian LoSchiavo
- Messa in onda originale: 9 ottobre 2012
- Messa in onda italiana: 18 dicembre 2013

Woody è preoccupato perché nel suo parco la malavita organizzata coltiva marijuana illegale. Il vecchio ranger chiama due agenti che, in borghese, si dirigono a smascherare i criminali. Anche Denzel e Steve senza le loro uniforme vogliono dare una mano ai due agenti e quindi li seguono. Ma la mafia scopre e uccide gli agenti e credono che Denzel e Steve siano due coltivatori di marijuana. Così il boss li accompagna nel terreno dove dovranno coltivare la droga e, se non ci riusciranno, verranno uccisi. Steve ha un'idea e spreme il liquido di testosterone proveniente dai testicoli di Malloy sul terreno da coltivare. L'indomani cresce un'immensa distesa di piante di marijuana che farà diventare ricchi il boss e Steve. Quest'ultimo entra a far parte della famiglia della mafia, ma ne esce fuori quando si trova davanti a sé Woody, al quale deve sparare un colpo di pistola. Steve si rifiuta di uccidere il suo capo, ma Woody rimane comunque ferito nella sparatoria e poi salvato in ospedale.
Malloy è in preda a problemi con la pubertà: è sempre più violento e volgare del solito. Sotto consiglio di Ethel, Woody sterilizza il cucciolo. Ma Malloy è infuriato e tenta in tutti i modi di riavere i suoi testicoli. Non riuscendoci, quando Woody viene ricoverato in ospedale per la sparatoria, i testicoli del vecchio ranger vengono asportati e donati a Malloy, anche perché Woody è un donatore di organi.
Connie è a corto di soldi e li chiede a Ethel. Quest'ultima non glieli dà perché Connie li spenderebbe per una telefonata con una veggente. Ma quando Ethel trova per strada Connie che si prostituisce per racimolare qualche soldo, allora Ethel le dà il suo numero di telefono, spacciandolo per quello di una nuova veggente. Le telefonate di Connie per sapere delle predizioni sul suo futuro perseguiteranno giorno e notte la vita di Ethel.

## La carica degli sconigli
- Sceneggiatura: Roger Black e Waco O'Guin
- Regia: Mike Hollingsworth
- Messa in onda originale: 16 ottobre 2012
- Messa in onda italiana: 19 dicembre 2013

Nel tentativo di competere con il più famoso parco nazionale, Yellowstone, Woody chiede a Malloy di diventare la mascotte più carina e simpatica del parco, ma come prevedibile, rifiuta. Si rivolge dunque ai suoi ranger e gli chiede di 'creare' l'animale più carino al mondo. Steve fa accoppiare uno scoiattolo con un coniglio: il risultato è un tenero e rosa sconiglio. Ma Malloy è geloso e lo uccide tagliandolo a metà con un'ascia. L'ibrido sembra morto ma si rianima e comincia a riprodursi senza sosta. In poco tempo gli sconigli del parco di Brickleberry diventano moltissimi, tanto da mangiare tutta la vegetazione. I ranger prendono in mano la situazione e, armati di fucile, si dirigono a uccidere quanti più sconigli possono. Ma la protezione animali glielo impedisce, chiudendoli in una gabbia. Gli sconigli, avendo mangiato tutta la fauna del parco, assaggiano del sangue umano e ne rimangono assuefatti dal buon sapore. Cominciano quindi a mangiare vive le persone. I ranger si liberano dalla gabbia, salendo sul tetto del rifugio. Da un aereo arriva Pamela Anderson, anche lei membro della protezione animali, che viene usata per diffondere un'epidemia al fine di uccidere tutti gli sconigli. Fallito il tentativo di ottenere più turisti con gli sconigli, Steve crea un ibrido dall'accoppiamento tra un coccodrillo e un lupo, che porterà altro scompiglio.

## Fratelli per la pelle
- Sceneggiatura: Michael Jamin e Sivert Glarum
- Regia: Carl Faruolo
- Messa in onda originale: 23 ottobre 2012
- Messa in onda italiana: 20 dicembre 2013

Il Ministro dell'Interno Kirk Sanders visita il Brickleberry National Park. Per impressionarlo, Woody incarica Steve e Denzel di appiccare del fuoco al parco, in modo che lui giunga sul posto per spegnerlo. Ma il piano non funziona perché, invece di buttare l'acqua sul fuoco, Woody scarica dall'aereo il carburante. L'incendio del parco diventa ancora più devastante e Steve e Denzel finiscono in ospedale, dove riportano gravi ustioni. Siccome la pelle è del tutto bruciata, quando il dottore opera i due pazienti, scambia il colore della pelle, così Steve diventa nero e Denzel bianco. Steve è entusiasta del suo nuovo colore di pelle, ma diventa fissato col razzismo, nonostante i bianchi appoggino ogni sua parola e nonostante la sua etnia goda di enormi privilegi. Denzel è schifato per essere diventato bianco e sviluppa un profondo odio nei confronti del suo ex amico Steve per il comportamento poco corretto. Decide quindi di farlo rapire da una setta di bianchi che ancora credono nei valori del Ku Klux Klan. Nel frattempo, il Ministro dell'Interno Kirk Sanders indaga su chi ha appiccato il fuoco e raccoglie delle prove incriminanti, che ripone in una sua valigetta. Connie si intrufola nel rifugio di Kirk per rubagli la valigia, ma viene scoperta e per sbaglio cade su di lui e lo uccide. Woody si libera del corpo del Ministro, scaricandolo sulla foresta dall'alto del suo elicottero, ma nuovamente lascia andare del carburante che brucia la foresta. Steve sta per essere impiccato dalla setta del Ku Klux Klan insieme a Denzel, che si era pentito di aver condannato il suo migliore amico e aveva chiesto di liberarlo, ma quando il fuoco brucia la foresta, vengono portati in ospedale, dove riportano gravi ustioni. Siccome la pelle è del tutto bruciata, quando il dottore opera i due pazienti, scambia il colore della pelle, e li fa diventare due messicani.
L'episodio è in parte una parodia del film Full Metal Jacket di Stanley Kubrick

## Bomba gay
- Sceneggiatura: Roger Black e Waco O'Guin
- Regia: Mike Hollingsworth
- Messa in onda originale: 30 ottobre 2012
- Messa in onda italiana: 21 dicembre 2013

Woody consente ad una controversia setta omofobica di tenere la propria convention nel parco di Brickleberry. Connie, che ha avuto a che fare con questo gruppo religioso, si nasconde e, vagando per il parco, scopre un rifugio militare proprio sotto il Brickleberry Park. Una volta entrata dentro, si spaccia per un soldato e il comandante le spiega che hanno in loro possesso molte bombe di distruzione di massa, tra le quali la Bomba Gay, che, se innescata, ha l'effetto di far diventare omosessuali tutti gli uomini e le donne che si trovano nel territorio circostante dove questa esplode. Connie fa esplodere volontariamente la bomba e tutti diventano omosessuali. In questo modo Connie corona il suo grande sogno di potersi fidanzare con Ethel, ma l'effetto della bomba ha risultati opposti su di lei, infatti diventa eterosessuale e non sente più attrazione per Ethel. Connie ritrova anche l'affetto dei suoi genitori, i quali l'avevano rimpiazzata con un cane dopo aver scoperto la sua omosessualità. Ma alla fine capisce che l'importante è dover piacere per forza agli altri, ma stare bene con sé stessi. Si rivolge quindi al rifugio miliare sotterraneo, i quali, grazie a un antidoto, riportano alla normalità tutto il Brickleberry. Connie ritorna lesbica, viene rifiutata nuovamente dai suoi genitori e conserva il suo segreto amore per Ethel.

## Dall'India con amore
- Sceneggiatura: Deepak Sethi
- Regia: Chris Song
- Messa in onda originale: 13 novembre 2012
- Messa in onda italiana: 23 dicembre 2013

Stanchi delle condizioni di lavoro del parco dovute all'eccessiva avarizia di Woody, i ranger del Brickleberry iniziano a fare delle rivendicazioni e entrano in sciopero. Woody allora decide di assumere dei nuovi lavoratori, cioè dei robot ancora più economici, telecomandati a distanza da dei lavoratori indiani. Ethel, Denzel e Connie si licenziano, tranne Steve che, per sua volontà, continua a subire le ingiuste imposizioni del suo capo. Steve si innamora di un'impiegata indiana che controlla il funzionamento di un robot femmina. Questa ricambia i sentimenti di affetto, ma Woody cerca di intromettersi nella relazione, dividendo i due innamorati. Steve non ha il coraggio di imporsi contro la volontà del suo capo e abbandona la sua amata. Nel frattempo gli altri robot diventano dei ladri, cominciano a rubare dal rifugio e Woody li licenzia. Rimane solo Steve, ma anche lui si ribella e parte per l'India per trovare la sua amata, che poi si rivela essere un'impiegata grassa e sulla sedia a rotelle. Tornato a Brickleberry, Steve prosegue le sue attività da ranger.
Ethel, Denzel e Connie trovano un nuovo lavoro in uno striptease: Ethel è l'addetta alle pulizie, Denzel è il nuovo dj del locale e, per sorpresa di tutti, Connie è la nuova spogliarellista. All'inizio timida sul palco, Connie si rivela un vero talento e riesce a conquistarsi la sua fama e il suo pubblico che aumenta di giorno in giorno. Ma la fama e il successo fanno cambiare negativamente Connie, la quale diventa scontrosa, prepotente e non si esibisce più come una volta. Odiata da tutti, sarà costretta a ritirarsi. Ethel, Denzel e Connie vengono richiamati da Woody al parco dopo che quest'ultimo aveva licenziato i robot e gli promette di trattarli con più rispetto e più umanità.

## Il segreto di Steve
- Sceneggiatura: Michael Jamin e Sivert Glarum
- Regia: Zac Moncrief
- Messa in onda originale: 20 novembre 2012
- Messa in onda italiana: 24 dicembre 2013

Mentre preparano l'annuale ballo dei Ranger, i ranger del Brickleberry scoprono che Steve indossa una parrucca. Questo imbarazzante segreto farà diventare Steve lo zimbello del Parco, poiché tutti lo cominciano a prendere in giro. Così si rivolge al suo medico, il quale gli fornisce una soluzione liquida che, Steve invece di spalarsela sulla nuca, la beve. Sulla strada di ritorno, fa un incidente con la macchina. Il giorno dopo si risveglia nel bosco e nota che gli sono cresciuti smisuratamente i peli su tutto il suo corpo. Dei visitatori del parco, prima lo scambiano per un orso grizzly, ma poi, siccome sa parlare, credono che sia Big Foot. Steve è felicissimo di essere così popolare per la sua peluria e cerca di far dimenticare il vecchio Steve. Ma quando Connie ritrova la macchina distrutta di Steve, organizza un funerale in suo onore al posto dell'annuale ballo dei ranger. Steve non vuole partecipare al funerale, ma vuole ballare dato che ha anche trovato una ragazza. Però, quando Big Foot viene accusato di aver ucciso Steve, tutti si rivoltano contro di lui. Steve scappa in una grotta dove trova il vero Big Foot che viene ucciso al posto di Steve, il quale alla fine confessa a tutti la verità.
Con la sua macchina, Ethel colpisce accidentalmente un cervo e quindi, per evitare che soffra, è costretta ad ucciderlo. La ragazza diventa quindi ossessionata e trova piacere nell'uccidere gli animali.

## Padre e Figlio
- Sceneggiatura: Michael Jamin e Sivert Glarum
- Regia: Zac Moncrief
- Messa in onda originale: 27 novembre 2012
- Messa in onda italiana: 25 dicembre 2013

Steve si mette alla ricerca di chi, o cosa, stia uccidendo tutte le capre del Parco del Brickleberry. Tutte le tracce portano a una grotta, dove Steve trova quello che sembra essere suo padre, scomparso in circostanze misteriose molti anni fa. Il figlio tenta di rieducare il padre alla civiltà, ma sembra un'impresa impossibile. Quando tutto sembra perso, si realizza il più grande incubo si Steve: suo padre ed Ethel si innamorano. Steve è contrario a questa relazione, ma l'amore tra i due sembra molto acceso. Così chiede aiuto a Connie, la quale, il giorno del matrimonio tra Ethel e il padre di Steve, tenta di uccidere quest'ultimo. Steve tenta di impedirglielo, ma non ci riesce e, con un colpo di fucile, Connie lo ferisce. All'ospedale il medico riferisce che il padre di Steve è in realtà un orso con poco pelo. Steve ed Ethel, disgustata dal fatto di aver fatto l'amore con un orso, riaccompagnano l'animale nel bosco, ma quando da un cespuglio esce il vero padre di Steve, quest'ultimo lo uccide per paura che anche questa volta non sia lui.

## La festa di compleanno di Woody
- Sceneggiatura: Michael Jamin e Sivert Glarum
- Regia: Chris Song
- Messa in onda originale: 4 dicembre 2012
- Messa in onda italiana: 26 dicembre 2013

Malloy sta organizzando in grande la festa di compleanno di Woody. Ma l'artificiere perde il controllo dei fuochi d'artificio usati per i festeggiamenti, che finiscono per incendiare la diga e il Brickleberry River allaga tutto il parco, provocando un disastro e distrggendo tutto ciò che incontra. Fortunatamente i ranger sono tutti vivi e Steve viene nominato il nuovo capo, dal momento che Woody è scomparso, trasportato via dalla corrente. In realtà Woody è sul lato opposto della collina, isolato da tutto e da tutti. Questa nuova società che ha come capo Steve non sembra reggersi in piedi, perché quest'ultimo è un capo troppo permissivo e poco autoritario. Siccome non ci sono né leggi, né regole, quando il cibo finisce, la lotta per la sopravvivenza ha inizio e Steve sarà mangiato vivo se non troverà del cibo per sfamare tutte le persone della sua società. L'unico essere vivente commestibile che Steve trova sono due esemplari in via d'estinzione di aquila che Ethel custodisce come se fosse la loro madre. La ragazza è contraria a dare in pasto i suoi piccoli a un branco di umani affamati, così, sotto consiglio di Malloy, si rivolge a Woody per farlo tornare alla società e fargli riprendere il comando del Parco. Così l'ordine viene riportato al Brickleberry National Park.